# Las Cabañas (Allande)
Las Cabañas  (en eonaviego, As Cabanas) es una casería perteneciente a la parroquia de Berducedo, en el concejo de Allande, comarca del Narcea, Principado de Asturias, España.